# Vijayapura (distrikt)
Vijayapura, äldre namn Bijapur, är ett distrikt i den indiska delstaten Karnataka med en yta på 10 541 km² och en folkmängd om 1 808 863 invånare (2001), en ökning på 17,63% sedan folkräkningen 1991. Distriktet gränsar i väster mot Kalaburgi, i sydöst mot Raichur, i söder och sydväst mot Bagalkot, i väst mot Belagavi, samt mot de maharasthriska distrikten Sangli i nordväst och  Solapur i norr. De viktigaste grödorna i distriktet är bajra, bomull, vete och jordnötter.
Distriktets huvudort är Vijayapura, och distriktet är indelat i 5 taluks; Vijayapura, Basavana-Bagewadi, Indi, Muddebihal och Sindgi. Distriktet bildades efter 1848, och fram till 1885 fanns distriktsförvaltningen i Bagalkot. Från 1947 till 1956 ingick distriktet i delstaten Bombay. Från 1956 har distriktet varit en del först av delstaten Mysore, sedan av delstaten Karnataka. 1997 bröts distriktets södra delar loss för att bilda det nya Bagalkotdistriktet.
Följande samhällen finns i Vijayapura:
- Vijayapura
- Indi
- Sindgi
- Muddebihāl
- Basavana Bāgevādi
- Tālīkota
- Mangoli